# سری‌لانکا در المپیک تابستانی ۲۰۲۴
کاروان المپیک سری‌لانکا متشکل از ۶ ورزشکار ( ۳ مرد و ۳ زن ) بود که در سه رشته‌ی ورزشی در بازی‌های المپیک تابستانی ۲۰۲۴ به رقابت با سایر ورزشکاران پرداختند. این دوره از بازی‌های المپیک از ۲۶ ژوئیه تا ۱۱ اوت در پاریس فرانسه برگزار شد. سریلانکا تا کنون در نوزده دوره از بازی‌های المپیک تابستانی شرکت کرده است. نخستین دوره حضور سریلانکا به بازی‌های المپیک تابستانی ۱۹۷۶  در مونترآل برمیگردد. آنها هفت دوره از این ادوار را با نام رسمی سیلان شرکت کردند.
ورزشکار بدمینتون‌باز سریلانکایی، ویرن نتاسینگه و پرتابگر نیزه سریلانکایی، دلهانی لکامگه در این دوره پرچمداران سریلانکا در روز گشایش بازی‌ها بودند. سریلانکا در ۲۵ سال اخیر در المپیک هیچ مدالی کسب نکرده است و این روند در این دوره از المپیک نیز ادامه یافت.

## شرکت‌کنندگان
ورزشکاران سریلانکایی در رشته‌های زیر در المپیک به رقابت پرداختند:
| ورزش        | مردان | زنان | مجموع |
| ----------- | ----- | ---- | ----- |
| دو و میدانی | ۱     | ۲    | ۳     |
| بدمینتون    | ۱     | ۰    | ۱     |
| شنا         | ۱     | ۱    | ۲     |
| مجموع       | ۳     | ۳    | ۶     |

## دو و میدانی
سه ورزشکار دو و میدانی سریلانکایی ( یک مرد و دو زن ) سهمیه حضور در مسابقات المپیک را کسب کردند.
دلهانی لکامگه و تاروشی کاروناراتنا هر دو بر اساس رتبه‌بندی جهانی به مسابقات راه یافتند. آرونا دارشانا پس از دریافت سهمیه مجدد تخصیص یافته واجد شرایط شد.
رویداد مسیر و جاده
| ورزشکار            | رویداد        | مقدماتی  | مقدماتی | شانس‌مجدد | شانس‌مجدد | نیمه‌نهایی | نیمه‌نهایی | نهایی    | نهایی    |
| ورزشکار            | رویداد        | نتیجه    | رتبه    | نتیجه    | رتبه     | نتیجه     | رتبه      | نتیجه    | رتبه     |
| ------------------ | ------------- | -------- | ------- | -------- | -------- | --------- | --------- | -------- | -------- |
| آرونا درشانا       | 400 متر مردان | 44.99 PB | استراحت | DSQ      | DSQ      | پیش نرفت  | پیش نرفت  |          |          |
| تاروشی کاروناراتنا | 800 متر زنان  | 2:07.76  | 8       | 2:06.66  | 7        | پیش نرفت  | پیش نرفت  | پیش نرفت | پیش نرفت |

رویدادهای میدانی
| ورزشکار       | رویداد            | صلاحیت | صلاحیت | نهایی    | نهایی    |
| ورزشکار       | رویداد            | نتیجه  | رتبه   | نتیجه    | رتبه     |
| ------------- | ----------------- | ------ | ------ | -------- | -------- |
| دلهانی لکامگه | پرتاب نیزه بانوان | 53.66  | 32     | پیش نرفت | پیش نرفت |

## بدمینتون
یک ورزشکار در رشته بدمینتون در ۳۰ آوریل ۲۰۲۴ از طریق رتبه بندی BWF Race به پاریس راه یافت. در سن ۲۰ سالگی، ویرن نتاسینگه توانست جوان‌ترین ورزشکار سریلانکایی در این رشته ورزشی باشد.
| ورزشکار       | رویداد        | مرحله گروهی                 | مرحله گروهی                   | مرحله گروهی  | دور 16        | یک چهارم نهایی | نیمه نهایی    | نهایی / برنز  | نهایی / برنز |
| ورزشکار       | رویداد        | مخالفت امتیاز               | مخالفت امتیاز                 | رتبه در گروه | مخالفت امتیاز | مخالفت امتیاز  | مخالفت امتیاز | مخالفت امتیاز | رتبه         |
| ------------- | ------------- | --------------------------- | ----------------------------- | ------------ | ------------- | -------------- | ------------- | ------------- | ------------ |
| ویرن نتاسینگه | انفرادی مردان | لی (MAS) · L (14–21، 12–21) | آبیان (ESP) · L (9–21، 19–21) | 3            | پیش نرفت      | پیش نرفت       | پیش نرفت      | پیش نرفت      | پیش نرفت     |

## شنا
با توجه به روش تخصیص جایگاه به کشورهای گوناگون توسط فدراسیون جهانی ورزش‌های آبی، سریلانکا یک مرد و یک زن را در رشته‌های زیر برای رقابت‌های شنا به المپیک اعزام کرد. آنها بر اساس نتایج مسابقات جهانی ورزش‌های آبی در سال ۲۰۲۴ در دوحه قطر جواز حضور در المپیک را کسب کردند.
| ورزشکار         | رویداد                | مقدماتی | مقدماتی | نیمه‌نهایی | نیمه‌نهایی | نهایی    | نهایی    |
| ورزشکار         | رویداد                | زمان    | رتبه    | زمان      | رتبه      | زمان     | رتبه     |
| --------------- | --------------------- | ------- | ------- | --------- | --------- | -------- | -------- |
| کایل ابیسینگه   | 100 متر آزاد مردان    | ۵۱٫۴۲   | ۵۴      | پیش نرفت  | پیش نرفت  | پیش نرفت | پیش نرفت |
| گانگا سنویراتنه | 100 متر کرال پشت زنان | ۱:۰۴٫۲۶ | ۳۰      | پیش نرفت  | پیش نرفت  | پیش نرفت | پیش نرفت |